# Satoshi Ishii
Satoshi Ishii (jap. 石井慧 Ishii Satoshi; ur. 19 grudnia 1986 w Ibaraki, w prefekturze Osaka) – japoński judoka startujący w kategorii powyżej 100 kg, złoty medalista Igrzysk Olimpijskich w Pekinie. Od 2009 roku zawodnik MMA, walczył m.in. dla organizacji Inoki Genome Federation, Dream, Rizin FF, Bellator MMA, Serbian Battle Championship czy polskiej federacji KSW.

## Kariera judo
Największym dotychczasowym jego sukcesem jest złoty medal olimpijski. Startując 15 sierpnia 2008 w kategorii powyżej 100 kg pokonał w finale zawodnika z Uzbekistanu, Abdullę Tangriyeva.

## Kariera MMA
Po wywalczeniu mistrzostwa olimpijskiego Ishii wyraził chęć zadebiutowania w mieszanych sztukach walki (MMA). W czerwcu 2009 roku podpisał kontrakt z organizacją World Victory Road.
W swojej pierwszej profesjonalnej walce 31 grudnia 2009 roku na gali Dynamite!! 2009 przegrał z Hidehiko Yoshidą przez jednogłośną decyzję.
We wrześniu 2010 roku zadebiutował w organizacji Dream, pokonując przez decyzję Ikuhisę Minowę.
Trzy miesiące później, podczas sylwestrowej gali Dynamite!! 2010 wygrał przez jednogłośną decyzję z Jérôme’em Le Bannerem.
14 września 2011 roku stoczył pojedynek z Brazylijczykiem Paulo Filho, który zakończył się kontrowersyjnym remisem.
31 grudnia 2011 roku na gali Dream: Genki Desu Ka! New Year! 2011 przegrał przez nokaut w pierwszej rundzie z Fiodorem Jemieljanienko.
23 marca 2019 udanie zadebiutował w polskiej federacji KSW. Jego rywalem był były mistrz tej federacji, Brazylijczyk Fernando Rodrigues Jr. Pojedynek doczekał się do końcowego werdyktu, po którym to niejednogłośnie na punkty (30:27, 29:28, 28:29) zwyciężył Ishii.

## Osiągnięcia

### Mieszane sztuki walki
- 2013- 2014: mistrz IGF w wadze ciężkiej.
- 2018: mistrz SBC w wadze ciężkiej
- 2019: mistrz Heat w wadze ciężkiej

## Lista walk w MMA
| Wynik     | Bilans  | Przeciwnik                 | Rozstrzygnięcie                             | Runda | Czas | Rozgrywki                                              | Data       | Miejsce       | Uwagi                                                         |
| --------- | ------- | -------------------------- | ------------------------------------------- | ----- | ---- | ------------------------------------------------------ | ---------- | ------------- | ------------------------------------------------------------- |
| Przegrana | 25-13-1 | Danilo Marques             | Decyzja (jednogłośna)                       | 3     | 5:00 | PFL 8: 2023 Playoffs                                   | 18.08.2023 | Nowy Jork     |                                                               |
| Wygrana   | 25-12-1 | Charlie Milner             | TKO (Ground and pound)                      | 1     | 0:40 | FNC 6                                                  | 17.06.2022 | Karlovac      | Co-Main Event                                                 |
| Wygrana   | 24-12-1 | Pietro Cappelli            | Poddanie (duszenie północ-południe)         | 1     | 2:41 | EMC 7                                                  | 03.07.2021 | Ratingen      | Co-Main Event                                                 |
| Przegrana | 23-12-1 | Stuart Austin              | Decyzja (jednogłośna)                       | 5     | 5:00 | Elite MMA Championship 5                               | 05.09.2020 | Düsseldorf    | Pojedynek o mistrza Elite MMA Championship w wadze ciężkiej   |
| Wygrana   | 23-11-1 | Cleber Souza               | Poddanie (armlock)                          | 1     | 3:24 | Heat 46                                                | 19.01.2020 | Tokio         | Obrona pasa mistrza Heat w wadze ciężkiej                     |
| Przegrana | 22-11-1 | Jake Heun                  | TKO (ciosy pięściami)                       | 1     | 1:24 | Rizin 20                                               | 31.12.2019 | Saitama       |                                                               |
| Przegrana | 22-10-1 | Denis Golsow               | Decyzja (większościowa)                     | 2     | 5:00 | PFL 2019 #9: Playoffs                                  | 31.10.2019 | Las Vegas     |                                                               |
| Przegrana | 22-9-1  | Jared Rosholt              | Decyzja (jednogłośna)                       | 3     | 5:00 | PFL 2019 #6: Regular Season                            | 08.08.2019 | Atlantic City |                                                               |
| Wygrana   | 22-8-1  | Zeke Tuinei-Wily           | Decyzja (niejednogłośna)                    | 3     | 5:00 | PFL 2019 #3: Regular Season                            | 06.06.2019 | Long Island   |                                                               |
| Wygrana   | 21-8-1  | Fernando Rodrigues Jr.     | Decyzja (niejednogłośna)                    | 3     | 5:00 | KSW 47: The X-Warriors                                 | 23.03.2019 | Łódź          | Debiut w KSW                                                  |
| Wygrana   | 20-8-1  | Cally Gibrainn de Oliveira | Poddanie (armlock)                          | 2     | 3:54 | Heat 44                                                | 02.03.2019 | Nagoja        | Zdobył pas mistrza Heat w wadze ciężkiej                      |
| Wygrana   | 19-8-1  | Rodrigo Carlos             | TKO (ciosy pięściami)                       | 1     | 1:42 | Serbian Battle Championship 20                         | 16.02.2019 | Sombor        | Obronił mistrzostwo SBC w wadze ciężkiej                      |
| Wygrana   | 18-8-1  | Tony Lopez                 | Poddanie (duszenie nożycowe na nogę)        | 1     | 4:23 | Serbian Battle Championship 19                         | 01.12.2018 | Nowy Sad      | Zdobył mistrzostwo SBC w wadze ciężkiej                       |
| Wygrana   | 17-8-1  | Rokas Stambrauskas         | Poddanie (duszenie nożycowe)                | 1     | 4:43 | German MMA Championship 17                             | 13.10.2018 | Düsseldorf    |                                                               |
| Wygrana   | 16-8-1  | Björn Schmiedeberg         | Poddanie (kimura)                           | 1     | 2:36 | Final Fight Championship 30                            | 21.10.2017 | Linz          |                                                               |
| Przegrana | 15-8-1  | Ivan Shtyrkov              | TKO (ciosy pięściami)                       | 2     | 3:43 | RCC Boxing Promotions: Rosja vs Japonia                | 09.07.2017 | Jekaterynburg |                                                               |
| Wygrana   | 15-7-1  | Heath Herring              | Decyzja (jednogłośna                        | 2     | 5:00 | Rizin 2017 in Yokohama: Sakura                         | 16.04.2017 | Jokohama      |                                                               |
| Przegrana | 14-7-1  | Muhammed Lawal             | Decyzja (jednogłośna)                       | 3     | 5:00 | Bellator 169                                           | 16.12.2016 | Dublin        |                                                               |
| Przegrana | 14-6-1  | Quinton Jackson            | Decyzja (niejednogłośna)                    | 3     | 5:00 | Bellator 157: Dynamite 2                               | 24.06.2016 | Saint Louis   | Limit umowny do 102 kg                                        |
| Przegrana | 14-5-1  | Jiří Procházka             | KO (wysokie kopnięcie i kolana)             | 1     | 1:36 | Rizin Fighting World Grand Prix 2015: Day 1            | 29.12.2015 | Saitama       | Cwierćfinał World Grand Prix Rizin wagi ciężkiej              |
| Wygrana   | 14-4-1  | William Penn               | Poddanie (duszenie zza pleców)              | 1     | 3:07 | IGF: Inoki Genome Fight 4                              | 29.08.2015 | Tokio         |                                                               |
| Wygrana   | 13-4-1  | Nick Rossborough           | Poddanie (kimura)                           | 1     | 4:22 | IGF: Inoki Genome Fight 3                              | 11.04.2015 | Tokio         |                                                               |
| Przegrana | 12-4-1  | Mirko Filipović            | TKO (wysokie kopnięcie i ciosy pięściami)   | 2     | 5:00 | IGF: Inoki Bom-Ba-Ye 2014                              | 30.12.2014 | Tokio         | Pojedynek o pas mistrza IGF w wadze ciężkiej                  |
| Przegrana | 12-3-1  | Mirko Filipović            | TKO (przerwanie przez lekarza - rozcięcie)  | 2     | 2:37 | IGF: Inoki Genome Fight 2                              | 23.08.2014 | Tokio         | Stracił pas mistrza IGF w wadze ciężkiej                      |
| Wygrana   | 12-2-1  | Phil De Fries              | Decyzja (jednogłośna)                       | 2     | 5:00 | IGF: Inoki Genome Fight 1                              | 05.04.2014 | Tokio         | W stawce pojedynku nie było pasa mistrza IGF w wadze ciężkiej |
| Wygrana   | 11-2-1  | Kazuyuki Fujita            | Decyzja (jednogłośna)                       | 3     | 5:00 | IGF: Inoki Bom-Ba-Ye 2013                              | 31.12.2013 | Tokio         | Zdobył pas mistrza IGF w wadze ciężkiej                       |
| Wygrana   | 10-2-1  | Jeff Monson                | Decyzja (jednogłośna)                       | 3     | 5:00 | М-1 Challenge 42                                       | 20.10.2013 | Petersburg    |                                                               |
| Wygrana   | 9-2-1   | Clayton Jones              | TKO (ciosy pięściami)                       | 1     | 0:35 | IGF: GENOME 27                                         | 20.07.2013 | Osaka         |                                                               |
| Wygrana   | 8-2-1   | Pedro Rizzo                | Decyzja (jednogłośna)                       | 3     | 5:00 | IGF: GENOME 26                                         | 26.05.2013 | Tokio         |                                                               |
| Wygrana   | 7-2-1   | Kerry Schall               | Poddanie (dźwignia prosta na staw łokciowy) | 1     | 2:43 | IGF: GENOME 25                                         | 20.03.2013 | Fukuoka       |                                                               |
| Wygrana   | 6-2-1   | Sean McCorkle              | Poddanie (kimura)                           | 1     | 2:41 | IGF: GENOME 24                                         | 23.02.2013 | Tokio         |                                                               |
| Wygrana   | 5-2-1   | Tim Sylvia                 | Decyzja (jednogłośna)                       | 3     | 5:00 | IGF: Inoki Bom-Ba-Ye 2012                              | 31.12.2012 | Tokio         |                                                               |
| Przegrana | 4-2-1   | Fiodor Jemieljanienko      | KO (ciosy pięściami)                        | 1     | 2:29 | DREAM - Fight for Japan: Genki Desu Ka! New Year! 2011 | 31.12.2011 | Saitama       | Powrót do wagi ciężkiej                                       |
| Remis     | 4-1-1   | Paulo Filho                | Remis                                       | 3     | 5:00 | Amazon Forest Combat 1                                 | 14.09.2011 | Manaus        | Debiut w wadze półciężkiej                                    |
| Wygrana   | 4-1     | Jérôme Le Banner           | Decyzja (jednogłośna)                       | 3     | 5:00 | K-1 – Dynamite!! Power of Courage 2010                 | 31.12.2010 | Saitama       |                                                               |
| Wygrana   | 3-1     | Katsuyori Shibata          | Poddanie (klucz na rękę)                    | 1     | 3:30 | K-1 – World MAX 2010 Final                             | 08.11.2010 | Tokio         |                                                               |
| Wygrana   | 2-1     | Ikuhisa Minowa             | Decyzja (jednogłośna)                       | 2     | 5:00 | DREAM 16                                               | 25.09.2010 | Nagoja        |                                                               |
| Wygrana   | 1-1     | Tafa Misipati              | Poddanie (dźwignia prosta na staw łokciowy) | 1     | 2:42 | Xplosion: New Zealand vs. Japan                        | 15.05.2010 | Auckland      |                                                               |
| Przegrana | 0-1     | Hidehiko Yoshida           | Decyzja (jednogłośna)                       | 3     | 5:00 | K-1 – Dynamite!! Power of Courage 2009                 | 31.12.2009 | Saitama       |                                                               |

## Filmografia
- 2012: Mocne uderzenie – Wojownik w wesołym miasteczku